# Internationale Vereniging voor Militair Recht en Oorlogsrecht
De Internationale Vereniging voor Militair Recht en Oorlogsrecht is een onafhankelijke, internationale, niet-politieke en niet-gouvernementele non-profitorganisatie. Ze opereert onder de vorm van een Internationale Vereniging Zonder Winstoogmerk (IVZW) onder Belgisch recht. De zetel en het secretariaat van de Vereniging zijn beiden gevestigd in Brussel sinds 1988, als opvolger van haar voorganger met dezelfde naam te Straatsburg.

## Doel
De doelstelling van de Vereniging is de studie en de verspreiding van het militair recht, het recht der gewapende conflicten en het internationaal recht toepasselijk in vredesoperaties. Hiertoe organiseert ze regelmatig verscheidene activiteiten, zoals seminaries, expert meetings en congressen.
De Vereniging telt wereldwijd ongeveer 750 leden, afkomstig uit zowel de academische, militaire en de professionele wereld. Daarnaast overkoepelt ze ook 22 nationale groepen, zoals het Belgische Studiecentrum voor Militair Recht en Oorlogsrecht. In 1997 verkreeg ze de status van waarnemer bij de Verenigde Naties.

## Publicaties
De Vereniging geeft drie soorten publicaties uit: de Military Law and the Law of War Review, de Recueils en de News Flash.
The Military Law and the Law of War ReviewThe Military Law and the Law of War Review / Revue de Droit Militaire et de Droit de la Guerre is een juridisch tijdschrift dat jaarlijks door het Belgische Studiecentrum voor Militair Recht en Oorlogsrecht wordt uitgegeven onder de auspiciën van de Vereniging, met steun van de Belgische FOD Defensie. Het tijdschrift is peer reviewed en verzamelt bijdragen die juristen uit de militaire en academische wereld aanbelangen en dit zowel in het Engels, Frans, Duits, Spaans, Italiaans als Nederlands.
De RecueilsDe Recueils rapporteren over de werkzaamheden van de driejaarlijkse internationale congressen van de Vereniging.
De News FlashDe News Flash is een blad dat in elektronische vorm naar alle leden van de Vereniging wordt verstuurd en relevante activiteiten van de Vereniging en haar nationale groepen of andere organisaties aankondigt, alsook de laatste nieuwe ontwikkelingen op het gebied van het militair en het internationaal humanitair recht (zoals internationale verdragen, rechtspraak, interne wetgeving enz. Het wordt een aantal keren per jaar uitgegeven, vooral tijdens de zomermaanden.